# Otakar Hřímalý
Otakar Hřímalý (* 20. Dezember 1883 in Czernowitz; † 10. Juli 1945 in Prag) war ein tschechischer Komponist.
Der Sohn des Violinisten und Dirigenten Vojtěch Hřímalý studierte bis 1908 in Wien. Danach war er Lehrer in Moskau, ab 1922 in Czernowitz und ab 1939 in Prag. Er komponierte sieben Sinfonien, mehrere sinfonische Dichtungen, zwei Ballette, zwei Violinkonzerte, ein Klavier- und ein Cellokonzert, Kammermusik und Lieder.